# Saint-Germain-le-Gaillard
|  | Per a altres significats, vegeu «Saint-Germain-le-Gaillard (Eure i Loir)». |

Saint-Germain-le-Gaillard és un municipi francès al departament de la Mànega (regió de Normandia). L'any 2007 tenia 666 habitants.

## Demografia

### Població
El 2007 la població de fet de Saint-Germain-le-Gaillard era de 666 persones. Hi havia 272 famílies de les quals 78 eren unipersonals (45 homes vivint sols i 33 dones vivint soles), 99 parelles sense fills i 95 parelles amb fills.
La població ha evolucionat segons el següent gràfic:

### Habitatges
El 2007 hi havia 367 habitatges, 282 eren l'habitatge principal de la família, 52 eren segones residències i 33 estaven desocupats. 327 eren cases i 4 eren apartaments. Dels 282 habitatges principals, 231 estaven ocupats pels seus propietaris, 45 estaven llogats i ocupats pels llogaters i 5 estaven cedits a títol gratuït; 3 tenien una cambra, 20 en tenien dues, 45 en tenien tres, 64 en tenien quatre i 150 en tenien cinc o més. 250 habitatges disposaven pel capbaix d'una plaça de pàrquing. A 112 habitatges hi havia un automòbil i a 139 n'hi havia dos o més.

### Piràmide de població
La piràmide de població per edats i sexe el 2009 era:
| Homes | Edats   | Dones |
| ----- | ------- | ----- |
| 0     | 95 o +  | 0     |
| 0     | 90 a 94 | 0     |
| 4     | 85 a 89 | 8     |
| 12    | 80 a 84 | 16    |
| 24    | 75 a 79 | 12    |
| 8     | 70 a 74 | 24    |
| 8     | 65 a 69 | 0     |
| 8     | 60 a 64 | 8     |
| 20    | 55 a 59 | 20    |
| 32    | 50 a 54 | 20    |
| 20    | 45 a 49 | 20    |
| 12    | 40 a 44 | 20    |
| 44    | 35 a 39 | 24    |
| 12    | 30 a 34 | 20    |
| 16    | 25 a 29 | 24    |
| 8     | 20 a 24 | 12    |
| 28    | 15 a 19 | 16    |
| 44    | 10 a 14 | 16    |
| 20    | 5 a 9   | 20    |
| 16    | 0 a 4   | 32    |

## Economia
El 2007 la població en edat de treballar era de 463 persones, 306 eren actives i 157 eren inactives. De les 306 persones actives 286 estaven ocupades (163 homes i 123 dones) i 20 estaven aturades (9 homes i 11 dones). De les 157 persones inactives 55 estaven jubilades, 46 estaven estudiant i 56 estaven classificades com a «altres inactius».

### Ingressos
El 2009 a Saint-Germain-le-Gaillard hi havia 276 unitats fiscals que integraven 691 persones, la mediana anual d'ingressos fiscals per persona era de 17.383 €.

### Activitats econòmiques
Dels 19 establiments que hi havia el 2007, 1 era d'una empresa alimentària, 1 d'una empresa de fabricació d'altres productes industrials, 6 d'empreses de construcció, 3 d'empreses de comerç i reparació d'automòbils, 1 d'una empresa d'hostatgeria i restauració, 2 d'empreses immobiliàries, 1 d'una empresa de serveis i 4 d'empreses classificades com a «altres activitats de serveis».
Dels 8 establiments de servei als particulars que hi havia el 2009, 1 era un taller de reparació d'automòbils i de material agrícola, 1 paleta, 2 guixaires pintors, 2 fusteries, 1 electricista i 1 restaurant.
Dels 2 establiments comercials que hi havia el 2009, 1 era una botiga de més de 120 m² i 1 una botiga de menys de 120 m².
L'any 2000 a Saint-Germain-le-Gaillard hi havia 45 explotacions agrícoles que ocupaven un total de 833 hectàrees.

## Equipaments sanitaris i escolars
El 2009 hi havia una escola elemental integrada dins d'un grup escolar amb les comunes properes formant una escola dispersa.

## Poblacions properes
El següent diagrama mostra les poblacions més properes.